# Fairfield (Pensilvania)
Fairfield es un borough ubicado en el condado de Adams en el estado estadounidense de Pensilvania. En el año 2000 tenía una población de 486 habitantes y una densidad poblacional de 273.4 personas por km².

## Geografía
Fairfield se encuentra ubicado en las coordenadas 39°47′14″N 77°22′10″O / 39.78722, -77.36944.

## Demografía
Según la Oficina del Censo en 2000 los ingresos medios por hogar en la localidad eran de $31 053 y los ingresos medios por familia eran $39 219. Los hombres tenían unos ingresos medios de $28, 750 frente a los $21 250 para las mujeres. La renta per cápita para la localidad era de $17 243. Alrededor del 3.5% de la población estaba por debajo del umbral de pobreza.